# Armée territoriale impériale-royale autrichienne
Pour les articles homonymes, voir Armée territoriale.
L'Armée territoriale impériale-royale autrichienne (en allemand : kaiserlich-königliche Landwehr), ou Landwehr autrichienne, est l'une des trois composantes de l'armée de terre austro-hongroise qui exista de 1867 à 1918, date de la chute de l'empire.

## Histoire
Contrairement à l'Empire allemand où la Landwehr comprend principalement des réservistes et des volontaires, la Landwehr impériale-royale se compose entièrement d'unités régulières. La Landwehr ne doit pas être confondue avec le Landsturm qui est une milice de volontaires.
Les racines de la Landwehr remontent au XVIe siècle lorsque tous les hommes valides étaient appelés à défendre le pays.
Durant les guerres napoléoniennes, la Landwehr est établie par un décret impérial daté du 9 juin 1808 comme une institution complémentaire de l'armée régulière autrichienne. Cette armée fut utilisée en 1809 et en 1813/14. La Landwehr est abolie en 1859. 
La position de faiblesse de l'empire autrichien, accentuée par sa défaite face à la Prusse, conduit au compromis austro-hongrois de 1867. La Hongrie dispose dès lors de ses propres forces, avec la création de la Honvéd, sous le commandement du gouvernement hongrois, aux côtés de l'armée impériale et royale et de la marine commandées par l'empereur et le ministre de la guerre austro-hongrois. En conséquence, la partie Cisleithanienne de la Honvéd, connue sous le nom de {{"[Landwehr impériale-royale}}, est établie dans les « royaumes et pays représentés à la diète d'empire », c'est-à-dire dans le reste de l'empire d'Autriche. Ses attributions furent confirmées en 1889 dans la Loi sur la défense autrichienne (RVB 41/1889) comme suit :

§ 4. La Landwehr est chargée en temps de guerre de soutenir l'armée et de défendre la patrie ; En temps de paix, et par exception, aussi pour maintenir l'ordre et la sécurité de la patrie.

Au § 14 Wehrgesetz 1889, le quota de recrutement annuel pour la Landwehr était fixé à 10 000 hommes.

## Composition au début de la Première Guerre mondiale
- 35 régiments d'infanterie, chacun avec trois bataillons
- 2 régiments d'infanterie de montagne
- 3 régiments tyroliens de tirailleurs territoriaux (K.k. Landesschützen (de))
- 1 division tyrolienne montée de tirailleurs territoriaux (de) (eitende Tiroler Landesschützen)
- 1 division dalmate montée de tirailleurs territoriaux (Reitende Dalmatiner Landesschützen-Division)
- 6 régiments de Uhlans Impériaux et Royaux
- 8 divisions d'artillerie de campagne
- 8 divisions d'obusiers de campagne

## Galerie

Envers du drapeau de la k.k. Landwehr avec le monogramme de François-Joseph
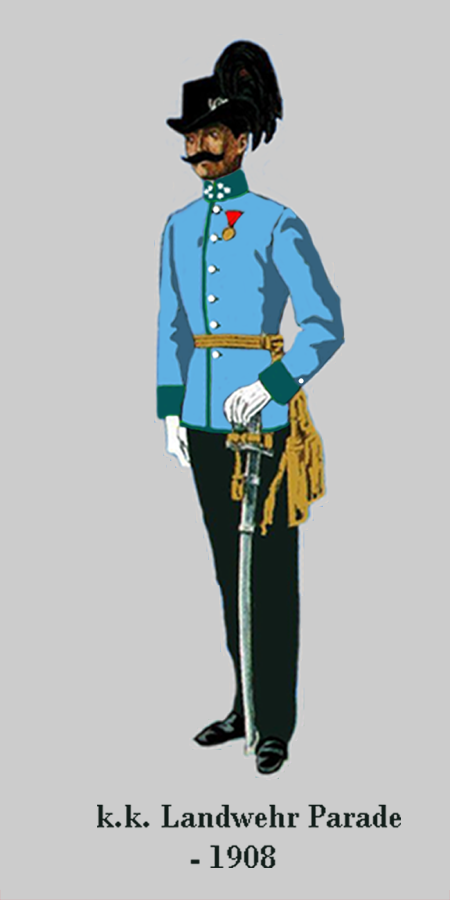
Capitaine de k.k. Landwehr en tenue de parade (1908)
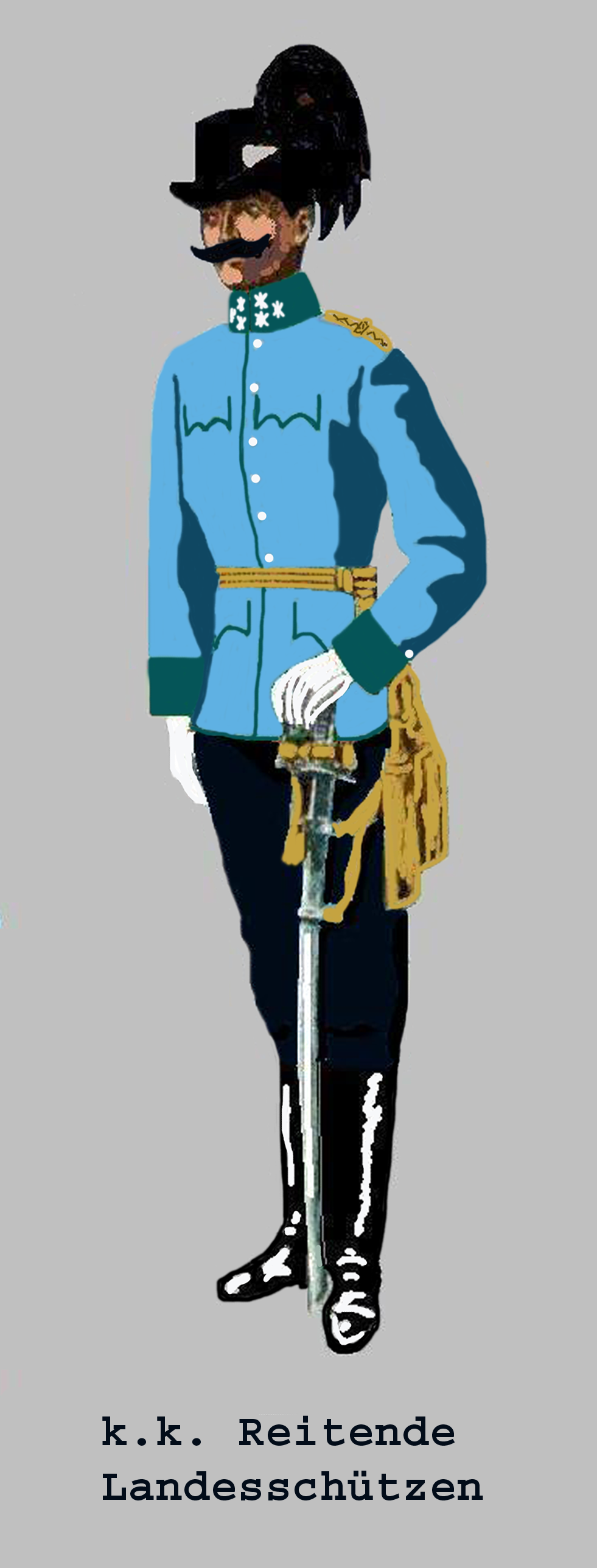
Capitaine de fusiliers alpin du Tyrol en tenue de parade
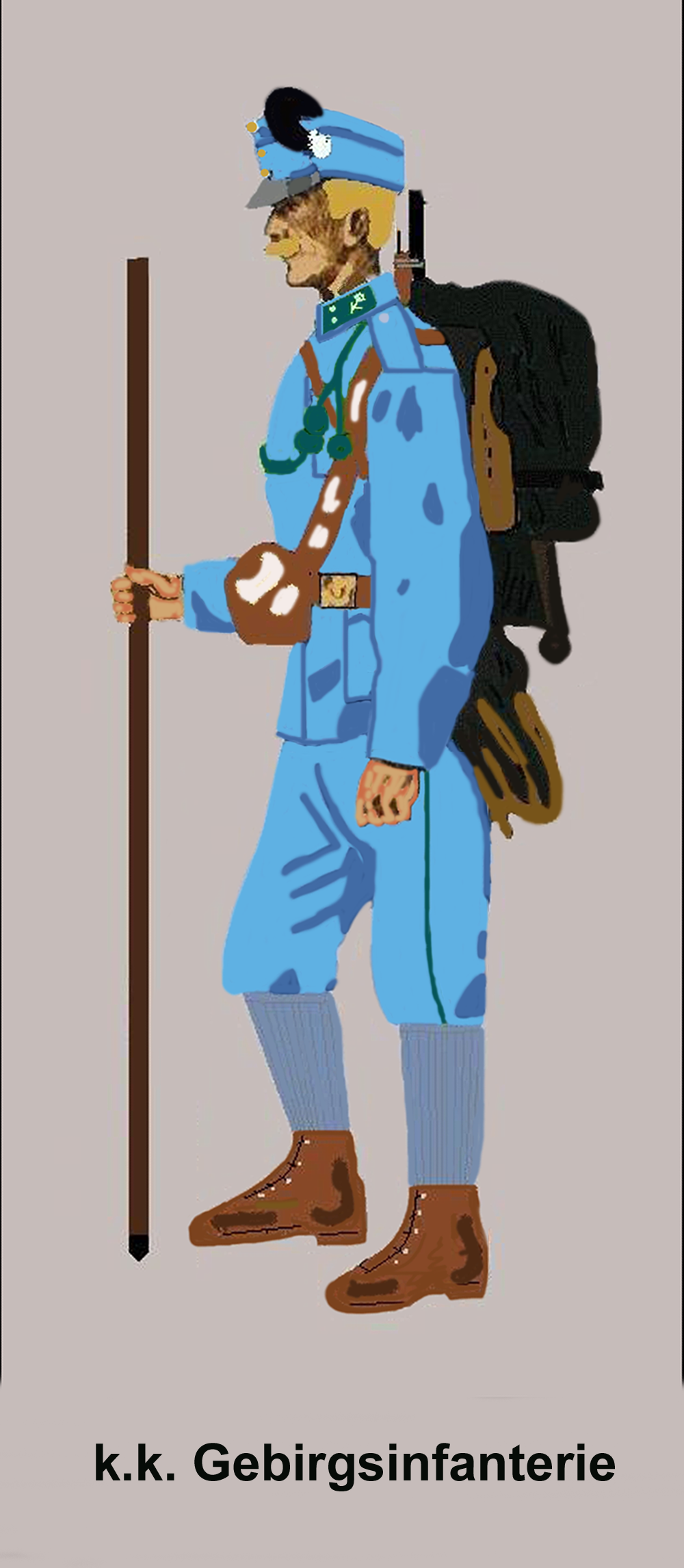
Fantassin d'infanterie de montagne d'Autriche en uniforme de marche, après 1907
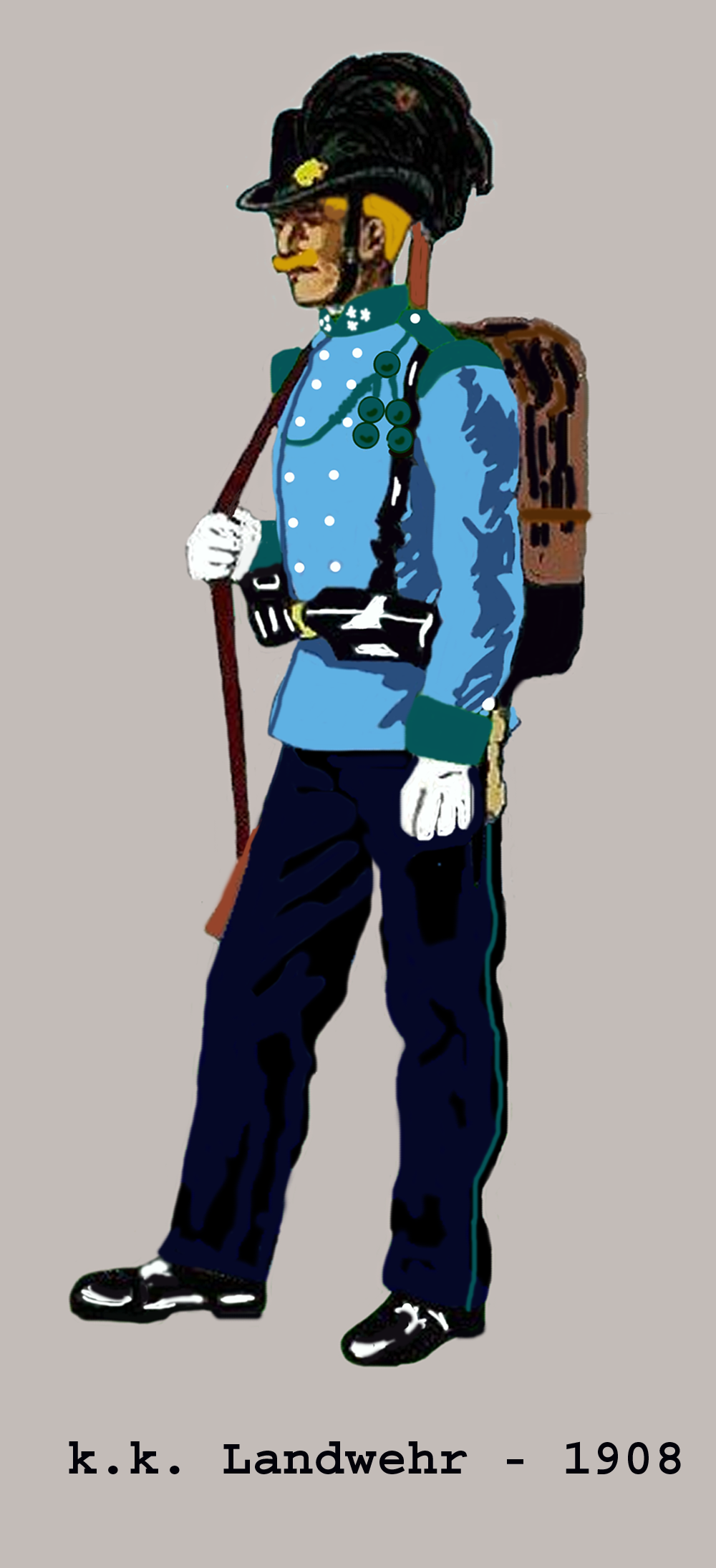
Fantassin de la k.k. Landwehr en tenue de parade (avant 1908)
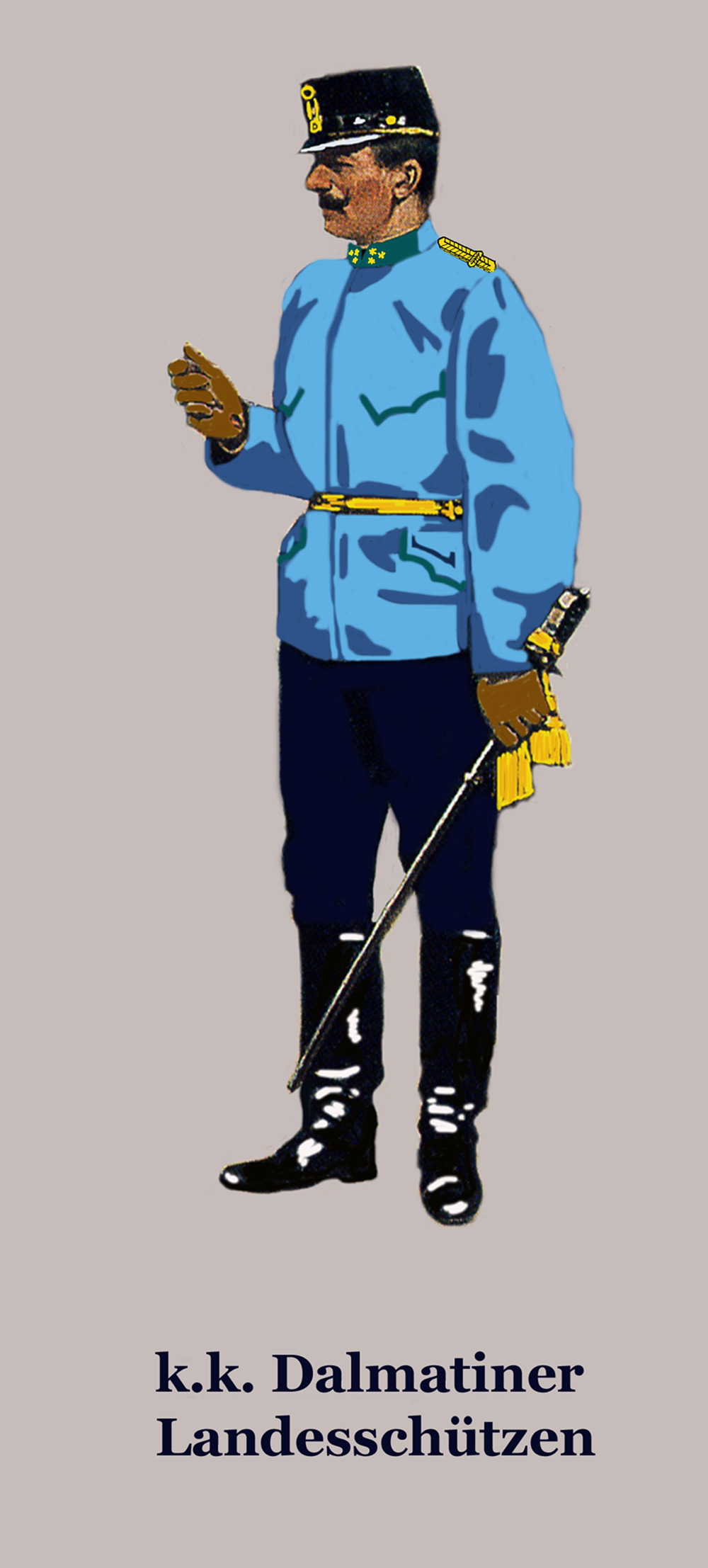
1er lieutenant de fusilier à cheval de Dalmatie (k.k. Reitende Dalmatiner Landesschützen-Division) en tenue de combat
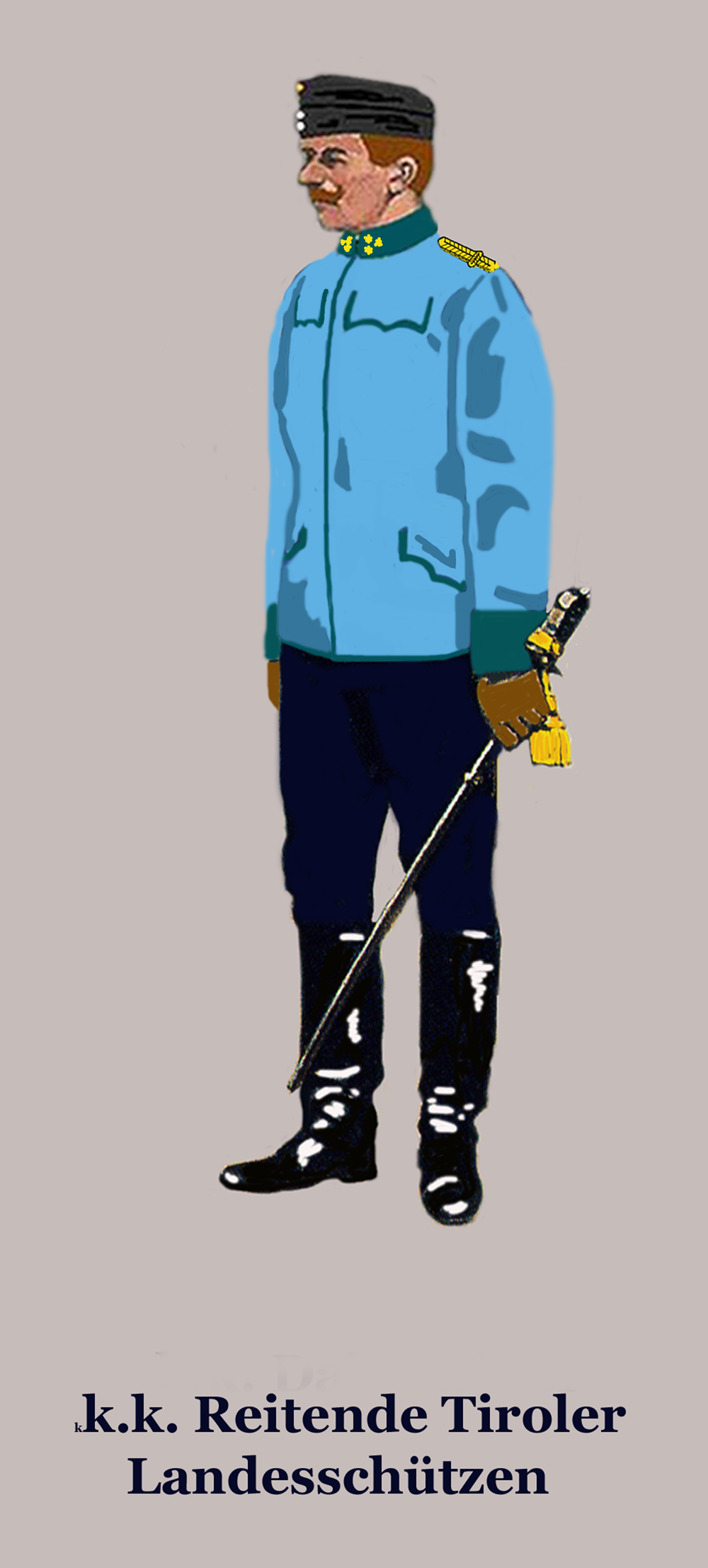
1er lieutenant de chasseur à cheval du Tyrol